# Jules Mouquet
Jules Mouquet (París, Francia, 10 de julio de 1867-ídem, 25 de octubre de 1946) fue un compositor francés.

## Biografía
Estudió en el conservatorio de París con Théodore Dubois y Xavier Leroux. En 1896 ganó el prestigioso Premio de Roma de composición con la cantata Mélusine. También ganó otros dos importantes premios: el Prix Trémont (1905) y el Prix Chartier (1907). Desde 1913, fue profesor de armonía en el conservatorio de París; uno de sus alumnos fue Léo-Pol Morin.

## Obras
Su obra más famosa es la sonata, Op. 15 La Flûte de Pan, compuesta en 1907 para flauta y piano.